# Juan Carlos Tacchi
Juan Carlos Tacchi (Basavilbaso, Entre Ríos, 5 de junio de 1935 - Trasacco, Provincia de L'Aquila, Italia, 8 de septiembre de 2007) fue un futbolista argentino. Se desempeñaba como mediocampista.

## Trayectoria
En su país natal, se formó en un club de su ciudad de origen, el Club Deportivo Ramsar Juniors, luego jugó en las filas de Newell's Old Boys, Lanús y Ferro Carril Oeste. En 1956 se mudó a Italia fichado por el Torino, donde sumó 48 presencias y 10 tantos. En 1958 fue transferido al Alessandria; al término de la temporada 1959/60, tras el descenso de éste a la Serie B, fue adquirido por el Napoli del presidente Achille Lauro. En el club partenopeo concluyó su carrera, totalizando 127 partidos y 17 goles, y ganando la Copa Italia 1961/62.

## Clubes
| Club                 | País      | Año         |
| -------------------- | --------- | ----------- |
| CA Newell's Old Boys | Argentina | 1953        |
| CA Lanús             | Argentina | 1954        |
| Ferro Carril Oeste   | Argentina | 1955        |
| AC Torino            | Italia    | 1956 - 1958 |
| Alessandria US       | Italia    | 1958 - 1960 |
| SSC Napoli           | Italia    | 1960 - 1966 |

## Palmarés

### Campeonatos nacionales
| Título         | Club       | País   | Año         |
| -------------- | ---------- | ------ | ----------- |
| Copa de Italia | SSC Napoli | Italia | 1961 - 1962 |